# Hoogland van Nieuw-Guinea
Het Hoogland van Nieuw-Guinea, ook het Centrale Hoogland of Centrale Cordillera genoemd, is een lange reeks van bergketens op het eiland Nieuw-Guinea, waaronder de hoogste piek van het eiland, Puncak Jaya (4.884 m), tevens de hoogste berg in Oceanië. De bergketen wordt doorsneden door  riviervalleien, waarvan vele bloeiende landbouwgemeenschappen ondersteunen. De hooglanden lopen over het algemeen oost-west over de lengte van het eiland, dat politiek is verdeeld tussen Indonesië in het westen en Papoea-Nieuw-Guinea in het oosten.

## Geografie
Het Centrale Hoogland, waarvan sommige pieken met eeuwige sneeuw, bestaat uit (van west naar oost): 
- het Maokegebergte in Indonesië, waar door H.A. Lorentz in 1909 op 4.461 m eeuwige sneeuw werd gevonden, en wiens hoogste pieken zijn Puncak Jaya (Carstenszpiramide, 4.884 m), Puncak Mandala (Julianatop, 4.760 m) en Puncak Trikora (Wilhelminatop, 4.750 m)
- het Sterrengebergte op de grens van Papoea-Nieuw-Guinea en Indonesië
- het Bismarckgebergte van Papoea-Nieuw-Guinea, met Mount Wilhelm als hoogste piek (4.509 m), een dode vulkaan met een kratermeer
- het Albert Victorgebergte
- het Sir Arthur Gordongebergte
- het Owen Stanley-gebergte in het zuidoosten, met als hoogste piek Mount Victoria (4.038 m)

Sommige valleien zoals de Waghi-vallei in de provincie Western Highlands, zijn in hoge mate gecultiveerd en ondersteunen stedelijke nederzettingen. De meeste bergen hebben traditionele tribale dorpsgemeenschappen in de grassige bergvalleien. 

### Administratieve indeling
Het Indonesische deel valt onder de regentschappen:
- Paniai
- Puncak Jaya
- Jayawijaya

De Highland-provincies van Papoea-Nieuw-Guinea zijn:
- Eastern Highlands
- Chimbu, met als centrum de kleine koffie-producerende stad Kundiawa op de Wahgi-rivier in de buurt van Mount Wilhelm
- Jiwaka
- Western Highlands
- De onherbergzame provincie Enga, tehuis van het Enga-volk met als administratief centrum het kleine stadje Wabag op de Lai-rivier, en met de grote Porgera-goudmijn
- Hela
- Southern Highlands, met als centrum het kleine stadje met luchthaven Mendi, woongebied van de Huli rond de stad Tari
- delen van de provincies Sandaun en Western

Een groot antal van de steden wordt verbonden door de Highlands Highway. Grotere stedelijke centra in de Papoea-Nieuw-Guinea -hooglanden omvatten Mount Hagen, de hoofdstad van de Westelijke Hooglanden en derdgrootste stad van Papoea-Nieuw-Guinea (nabij de gelijknamige dode vulkaan), de hoofdstad van de Eastern Highlands en voormalige koloniale stad Goroka, en het mijnstadje Tabubil. Het klimaat is vochtig, zoals te verwachten van het tropische regenwoudeiland Nieuw-Guinea, maar de hogere berghellingen zijn natuurlijk koeler dan de laaglanden.
De hooglanden zijn de bron van een aantal belangrijke rivieren, waaronder de Sepik en de Ramu in het noorden en de Fly in het zuiden, en meren, waaronder het Kutubumeer, in de buurt waarvan sinds 1992 door Chevron olie wordt gewonnen. Mijnbouw is ook zeer actief in de regio, hetgeen regelmatig tot conflicten met de inheemse bewoners leidt.

### Bergtoppen
Lijst van bergtoppen naar hoogte
- Puncak Jaya  (4.884 m)
- Sumantri (4.870 m)
- Ngga Pulu (4.862 m)
- Carstensz East (4.820 m)
- Carstensz Timur (4.803 m)
- Puncak Mandala (4.760 m)
- Puncak Trikora (4.750 m)
- Ngga Pilimsit (4.717 m)
- Middenspits (4.702 m)
- Mount Yamin (4.541 m)
- Wachter (4.531 m)
- Gunung Speelman (4.529 m)
- Mount Wilhelm (4.509 m)
- Jan Pieterszoon Coen Peak (4.500 m)
- Valentijn Peak (4.453 m)
- Mount Giluwe (4.367 m)
- Mount Kubor (4.359 m)
- Mount Boising (4.150 m)
- Mount Bangeta (4.120 m)
- Mount Kabangama (4.104 m)
- Mount Victoria (4.038 m)
- Mount Albert Edward (3,990 m)
- Mount Capella (3.960 m)
- Mount Hagen (3.778 m)
- Mount Suckling (3.676 m)
- Mount Arfak (2.955 m)
- Mount Bosavi (2.507 m)

### Rivieren
Lijst van rivieren naar lengte
- Sepik 1.146 km
- Mamberamo 1.112 km
- Fly 1.060 km
- Digoel 853 km
- Strickland 824 km
- Idenburg  808 km
- Purari 710 km
- Ramu 640 km
- Tariku 488 km
- Wawoi 482 km
- Kikori 445 km
- Baliem 414 km
- Pulau 403 km
- Turama 302 km
- Apaoewar 267 km
- Wahgi 243 km
- Erave 224 km
- Ok Tedi 207 km
- Markham 180 km
- Kumusi 167 km
- Gami 160 km
- Tor 158 km
- Ka 152 km
- Aikwa 128 km
- Kaugel 113 km

## Geologie
De bergketen markeert de zuidelijke grenzen van de Maoke- en Woodlark-microplaten aan de noordgrens van de Australische Plaat. Doordat deze botst met de Pacifische Plaat in het noordoosten blijft het gebergte stijgen, met de daaraan verbonden aardbevingen. 
De breedte van de bergketen varieert aanzienlijk, met een centraal dun segment nabij de grenzen van de twee staten.
De oppervlaktegeologie van de Hooglanden bestaat uit metamorfe en intrusieve stollingsgesteenten. De metamorfe gesteenten zijn gevormd uit oceaansedimenten uit het Krijt en Eoceen die tussen het Eoceen en vroege Mioceen werden opgeheven en gevouwen. Er zijn ook Pleistocene stratovulkanen in de Hooglanden, waaronder Mount Hagen en Mount Giluwe.

## Geschiedenis
De vruchtbare hooglanden zijn al lange tijd bewoond. Artefacten ontdekt in de Ivane-vallei wijzen erop dat de menselijke aanwezigheid daar ongeveer 50.000 jaar teruggaat. De inwoners waren jager-verzamelaars, maar ongeveer 10.000 jaar geleden begon zich een geavanceerde landbouwmaatschappij te ontwikkelen.
Een cultuur van inter-tribale oorlogsvoering en vijandigheid tussen naburige stammen is sinds lang aanwezig in de hooglanden.
De hooglanden werden tijdens de vroege koloniale periode niet door de westerse machten bezet. Ze werden voor het eerst bezocht door westerse zoölogen en ontdekkingsreizigers, zoals Mick Leahy, die de Wahgi-vallei en Mount Hagen verkende, en Richard Archbold in de jaren dertig. 
Tijdens de Tweede Wereldoorlog waren de oostelijke hooglanden het toneel van de Kokoda-Trackcampagne, waarin Australische en Nieuw-Zeelandse soldaten samen met inheemse gidsen vochten en uiteindelijk de Japanners stopten in hun opmars naar het zuiden, richting Port Moresby en uiteindelijk noordelijk Queensland op het Australische vasteland.

## Ecologie
De hooglanden zijn het tehuis van een grote verscheidenheid aan Australaziatische planten- en dierengemeenschappen, verschillend van de laaglanden ten noorden en ten zuiden van de centrale keten, en variërend over de lengte van de bergketens. De habitats van de bergen worden verdeeld in twee ecoregio's, afhankelijk van hun hoogte: de tropische montane bossen en de alpiene graslanden. Binnen deze brede zones is er echter een verscheidenheid aan dierenleven over de lengte van het eiland, omdat sommige van de bergen op vrij grote afstand van elkaar staan en sommige plant- of diersoorten slechts op een of twee bergen voorkomen. Bijzondere centra van plantendiversiteit zijn: 
- het Sterrengebergte van West-Papoea-Nieuw-Guinea nabij de Indonesische grens, inclusief Telefomin en Strickland Gorge
- het Hunsteingebergte
- Mount Giluwe, een groot vogelgebied voor paradijsvogels
- het vulkanisch-kalkstenen Kuborgebergte
- het Bismarckgebergte met Mount Wilhelm, Schradergebergte en Mount Gahavisuka, waarvan Mount Wilhelm bijzonder rijk is aan endemische soorten
- Crater Mountain en Mount Michael in de Eastern Highlands

### Montane regenwouden
De montane regenwouden (van 1.000 tot 3.000m) kunnen naargelang de hoogte verder worden verdeeld in drie brede vegetatiezones. De lagere montane bossen strekken zich uit van 1.000 tot 1.500 meter hoogte. Ze worden gedomineerd door groenblijvende loofbomen, waaronder Castanopsis acuminatissima, Lithocarpus spp., Elaeocarpaceae en Lauraceae. Naaldachtige Araucariaceae vormen soms dichte bossages. De hogere montane bossen, zich uitstrekkend van 1.500 tot 2.500 meter hoogte, worden gedomineerd door mosbedekte Nothofagus. Ten slotte strekt het hoge bergwoud zich uit van 2.500 tot 3000 meter hoogte. Coniferen (Podocarpus, Dacrycarpus, Dacrydium, Papuacedrus, Araucaria en Libocedrus) en loofbomen van de mirtefamilie (Myrtaceae) vormen een dunne boomlaag, met een prominente ondergroei.
De montane bossen herbergen een rijke natuur. Veel daarvan is uniek voor deze bergen, waaronder een groot aanta planten, reptielen en meer dan 100 vogel- en zoogdiersoorten. Van de 90 zoogdieren die op het eiland worden gevonden, zijn 44 endemisch, een zeer hoog percentage. De vogels en zoogdieren omvatten veel Australazische soorten zoals boomkangoeroes, prieelvogels, Australische vliegenvangers, honingeters en paradijsvogels. Vier van de endemische zoogdieren zijn kritisch bedreigd: Bulmers roezet, met slechts kleine populaties in Papoea-Nieuw-Guinea, en drie knaagdieren: een grote Leptomys, de oostelijke neusmuis en de slanke kleintandrat. Van de in totaal 348 vogelsoorten die hier worden gevonden zijn er 55 endemisch. Er zijn een aantal endemische vlinders, met name in het Weylandgebergte en de Wahgivallei.
Buiten de in cultuur gebrachte valleien zijn de montane bossen grotendeels intact. De houtkap-industrie vormt echter een constante bedreiging, omdat door wegenbouw steeds meer toegang tot de bergen wordt verkregen. 20% van deze ecoregio valt binnen beschermde gebieden, meestal op de Indonesische helft van het eiland. Hieronder valt ook het enorme Nationaal Park Lorentz, het grootste beschermde gebied in Indonesië, deels met een Montaan bos-ecosysteem.

### Sub-alpiene graslanden van de centrale keten
Boven  3000 meter hoogte maken de hoge montane bossen plaats voor sub-alpiene habitats, waaronder alpenweiden, naaldbossen, boomvarengraslanden (Cyathea), moerassen, en struikheide's met Rododendron, bosbes, Coprosma, Rapanea en Saurauia, alles zeer verschillend van het tropische regenwoud dat het grootste deel van Nieuw-Guinea bedekt.
De alpiene habitat boven 4000 meter bestaat uit compacte rozet- en kussenvormige kruiden, zoals Ranunculus, ganzerik, gentiaan en basterdwederik, grassen (beemdgras en smele), bladmossen en korstmossen.
Hoewel er een aantal endemische planten zijn, zijn er maar weinig dieren op de hogere hellingen. Slechts negen zoogdieren worden hier gevonden: vier knaagdieren, twee vleermuizen, de zijdekoeskoes (Phalanger sericeus), een breedvoetbuidelmuis en de doriaboomkangoeroe (Dendrolagus dorianus). Vier daarvan zijn endemisch: de zwartstaartige breedvoetbuidelmuis (Antechinus arktos), het kleine, ratachtige roofbuideldier Murexechinus melanurus, het knaagdier Pseudohydromys occidentalis, en de bergwolrat (Mallomys gunung).
Er zijn bijna 100 vogelsoorten, waarvan 28 worden beschouwd als endemisch of bijna-endemisch. Hieronder vallen de kwetsbare langbaardhoningeter (Melionyx princeps), lintstaartastrapia (Astrapia mayeri) en Macgregors honingeter (Macgregoria pulchra). De laatste is in het algemeen bedreigd, maar ook een cultureel icoon van de Ketengban van het Sterrengebergte, en daarom in sommige gebieden beschermd.

## Mijnbouw

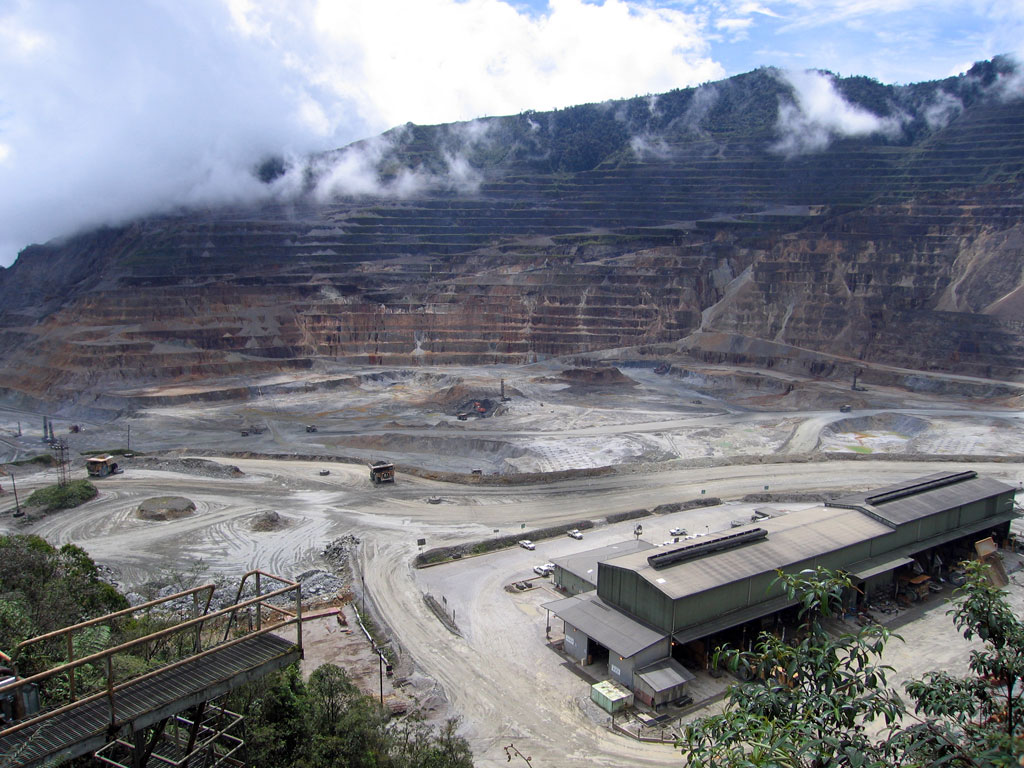
Ok Tedi-mijn

De Hooglanden bezitten belangrijke voorraden aan delfstoffen, met name goud- en kopererts. Bekende mijnen zijn de Ertsberg- en Grasbergmijn van West-Nieuw-Guinea, en de Ok Tedi-mijn in Papoea-Nieuw-Guinea. Bij de laatste vond in 1994 een milieuramp plaats, waarbij de rivier ernstig vervuild werd met mijnafval in vorm van zware metalen en slib.